# Jakiunde
Jakiunde, Zientzia, Arte eta Letren Akademia (Acadèmia de les Ciències, les Arts i les Lletres Basca), és un fòrum de reflexió d'alt nivell amb personalitats de diversos àmbits de la ciència i cultura basca constituït el 25 d'octubre de 2007 al Palau Foral de la Diputació Foral de Guipúscoa, a Sant Sebastià. És un organisme independent i ha estat impulsat per l'Eusko Ikaskuntza (creada el 1918 per les diputacions d'Àlaba, Guipúscoa, Biscaia i Navarra), de la qual serà òrgan assessor.
La creació d'aquesta acadèmia ha tingut el suport les institucions del País Basc, Navarra i Iparralde. La seva seu es troba a la Torre d'Olaso, al municipi guipuscoà de Bergara.

## Acadèmics
Els 26 acadèmics electes que inicialment van formar l'equip de treball han estat guardonats amb premis com Euskadi de Recerca, Eusko Ikaskuntza i Príncep de Viana.

## Funcionament
Sol haver-hi dues sessions plenàries a l'any. En elles, els acadèmics es reuneixen per confirmar el treball de les diferents comissions, que alhora estan o estaran formades pels mateixos acadèmics amb la col·laboració, en cas que així es decideixi, d'experts en els camps d'actuació de cada comissió.

### Llista d'acadèmics

#### Acadèmics en la seva instauració
Els vint-i-sis acadèmics escollitts per al període constituent van ser:
- Primer president de l'Acadèmia entre 2007-2012: Pedro Miguel Etxenike Landiríbar físic i conseller d'Educació del Govern Basc entre 1981 i 1984.
- Javier Aguirresarobe: director de fotografia cinematogràfica.
- Jesús Altuna: antropòleg.
- Montxo Armendáriz: director de cinema.
- Iciar Astiasarán: farmacèutica.
- José María Asúa: enginyer químic.
- Bernardo Atxaga: escriptor.
- María Bayo: soprano.
- Juan Colmenero: físic.
- José Luis de la Cuesta: expert en Dret Penal.
- Javier Echeverría: filòsof.
- Mari Carmen Gallastegui: economista.
- Juan José Goiriena de Gandarias: metge.
- Felix Goñi Urzelai: bioquímic.
- Gurutz Jáuregui: expet en Dret Constitucional.
- Maite Lafourcade: experta en Història del Dret.
- Mariasun Landa: escritora.
- José Antono López de Castro: bioquímic.
- Jon Marcaide: astrònom.
- Rafael Moneo: arquitecte.
- Gregorio Monreal: expert en Història del Dret.
- Miguel Sánchez Ostiz: escriptor.
- Inma Shara: directora d'orquestra.
- Jesus M. Ugalde: físic-químic.
- Juan Uriagereka: lingüista.
- Enrique Zuazua: expert en matemàtica aplicada.

#### Ampliacions posteriors
En abril de 2009 l'Acadèmia es va ampliar amb dotze nous membres de número:
- William A. Douglas: antropòleg.
- Ana María Echaide: lingüista.
- Esther Ferrer: artista plàstica.
- José A. Garrido Martínez: enginyer industrial.
- Jean Harristschelhar: lingüista i literat.
- María Carmen Mijangos Ugarte: química.
- Luis de Pablo: compositor.
- José Ramón Recalde: jurista, assagista i polític.
- Javier Retegui: enginyer tècnic, president de l'Eusko Ikaskuntza 2002-2008.
- Xabier Lete: poeta i cantautor.
- José María Setién Alberro: teòleg i jurista. Bisbe emèrit de Sant Sebastià.
- Javier Tejada Palacios: físic.

Al novembre de 2010 va ingressar l'escriptor Bernardo Atxaga com a nou membre. A l'abril de 2011 es va celebrar la investidura de la soprano María Bayo.
El 20 d'abril 2012 l'Acadèmia va celebrar eleccions amb la finalitat de la renovació dels seus òrgans directius i la incorporació de nous membres: president, Jesus M. Ugalde químic físic i vicepresidents, Javier Echeverría (filòsof) i Javier Tejada Palacios (físic); membres de la Taula: José María Asua (químic), José Luis De la Cuesta (jurista), Gurutz Jáuregui (jurista).
Van ser escollits dotze nous membres de nombre:
- Andrés Arizkorreta: enginyer, empresari
- María Isabel Arriortua: química
- Agustín Azkarate: arqueòleg
- José Manuel Castells: jurista
- Enrique Echeburúa: psicòleg
- Juan Pablo Fusi: historiador
- Maria Sonia Gaztambide: metge
- Joaquín Gorrochategui: filòleg
- José Guimón: psicòleg i humanista
- José Félix Martí: neuròleg
- Juan Ignacio Pérez: biòleg
- Juan José Zarranz: neuròleg

### Activitats
Actualment Jakiunde està involucrada en diferents activitats de col·laboració científica:
Juntament amb la fundació Ikerbasque i el Govern Basc, Jakiunde col·labora en el projecte Zientzia Foroa que neix amb l'objectiu de crear un espai d'intercanvi de coneixement, amb investigadors de referència internacional a les diferents àrees del coneixement.
En el transcurs de l'any 2009, Zientzia Foroa va oferir una sèrie de cinc conferències impartides per: el sociòleg Carlos Waisman (¿hacia donde vamos? sobre las consecuencias económicas de la crisis mundial, en el espejo de los años 30), el matemàtic Sir John Ball (las matemáticas en el ojo público – La historia de Perelman y la conjetura de Poincaré), el psicòleg i lingüista Jean-Paul Bronckart (La influencia del lenguaje en el desarrollo psicológico), el polític Lord Patten of Barnes (¿Estamos preparados? Europa tras el colapso económico) i el químic i guanyador del Premi Nobel de Química en 1986 Dudley R. Herschbach (La ciencia como aventura), que han proporcionat una visió experta de cadascun dels continguts temàtics que s'han abordat.
Jakiunde també ha col·laborat en el consell G+20, promogut per l'Oficina Estratègica de la Diputació Foral de Guipúscoa. El seu objecte ha estat elaborar una visió de futur per a aquest territori, a través de la reflexió sistemàtica i periòdica sobre els reptes estratègics que ha d'abordar en un horitzó temporal de 20 anys.
El juliol 2010, Jakiunde va celebrar una jornada en el marc dels Cursos d'Estiu de la EHU/UPV amb el títol de “Sistemas de Evaluación de la Investigación en Ciencias Sociales Y Humanidades: Reflexiones y Referencias”. El curs va tenir lloc en el Palacio Miramar de Donostia, va consistir en 8 ponències i una taula rodona. Després de la salutació d'obertura per José Ramón Recalde en representació de l'acadèmia i el Rector de la EHU/UPV Iñaki Goirizelaia, el Secretari General d'Universitats, Marius Rubiralta, inauguraró la jornada amb un discurs sobre “Estratègia Universitat 2015: el paper de les Humanitats i Ciències Socials i Jurídiques”.
Els ponents van ser Violeta Demonte (Consell Superior d'Investigacions Científiques), Gualberto Buela-Casal (Universitat de Granada), Lluís Rovira (Generalitat de Catalunya), Ignacio Palacios-Huerta (London School of Economics), Joseba Andoni Ibarra (EHU/UPV) i Joan Sallés (Vicerector de Desenvolupament Científic i Tecnològic de la EHU/UPV).
Esther Torres (Facultat de Psicologia EHU/UPV) va moderar la taula rodona on van prendre part els membres de Jakiunde Mari Carmen Gallastegui (Facultat de Ciències Econòmiques i Empresarials EHU/UPV), Javier Echeverría (Facultat de Ciències Socials EHU/UPV), Gurutz Jáuregui (Facultat de Dret EHU/UPV), així com el vicerector Joan Sallés.
Durant la jornada es va reflexionar sobre els diversos criteris, indicadors d'impacte en els processos d'avaluació de les Ciències Socials i les Humanitats. Al contrari del que ocorre en les Ciències Experimentals i Tecnològiques, actualment no existeix un sistema mínimament objectiu i universalment acceptat per avaluar la recerca produïda en les Ciències Socials i les Humanitats. Per això, Jakiunde considera fonamental iniciar una reflexió profunda sobre aquesta matèria. Els resultats de la jornada han pogut aportar punts de referència dins del procés absolutament necessari en la nostra societat del coneixement. La participació i l'interès en la matèria han estat extraordinaris i el debat final summament fructífer, la qual cosa confirma la necisadad existent d'establir un profund debat i un estudi de la problemàtica.
En el curs acadèmic 2010/11, Jakiunde va engegar una nova iniciativa anomenada "Topaketak" que se celebra en diferents localitats del territori. Es tracta de la trobada entre reconeguts acadèmics i estudiants dels últims anys d'ensenyament mitjà i dels primers cursos d'ensenyament superior.